# El Platanar, Colima
El Platanar är en ort i Mexiko.   Den ligger i kommunen Minatitlán och delstaten Colima, i den södra delen av landet, 500 km väster om huvudstaden Mexico City. El Platanar ligger 654 meter över havet och antalet invånare är 164.
Terrängen runt El Platanar är kuperad åt nordväst, men åt sydost är den bergig. Runt El Platanar är det ganska tätbefolkat, med 60 invånare per kvadratkilometer. Närmaste större samhälle är Minatitlán, 5,0 km öster om El Platanar. I omgivningarna runt El Platanar växer huvudsakligen savannskog.